# NMR-spektroskopi
NMR-spektroskopi (NMR står for Nuclear Magnetic Resonance) eller kernemagnetisk resonans spektroskopi er en spektroskopisk metode, der bygger på atomkerners spin. NMR kan bruges til at undersøge molekylers struktur og deres rumlige og elektroniske opbygning.
Billeddannelse ved hjælp af NMR kaldes for MRI.

## Teori
Hvis en atomkerne med spinkvantetal I udsættes for et magnetisk felt med feltstyrke B, vil kernens grundtilstand splitte op i 2I+1 energiniveauer med energiforskel {\displaystyle \Delta E={\frac {h\gamma }{2\pi }}B}, hvor h er Plancks konstant og {\displaystyle \gamma } er det magnetogyriske forhold, der er afhængigt af typen af atomkerne. Denne opsplitning kan måles ved hjælp af den lysoptagelse eller -udsendelse, der forekommer når tilstanden ændres. Da {\displaystyle E_{lys}=h\nu } er frekvensen for lyset {\displaystyle \nu ={\frac {\gamma B}{2\pi }}}. Det kaldes for resonansfrekvensen.
Da det er små energiforskelle, der er tale om, bruges meget kraftige magneter (1-20 T er normalt), der som regel er superledende, da det ellers ville kræve enorme energimængder at nå op på disse feltstyrker. Alligevel er lyset i radiområdet (10-1000 MHz).

### Kemisk skift
Hvis en prøve af et stof udsættes for et magnetfelt B0, vil det lokale felt B, som atomkernerne føler, være forskelligt alt efter deres kemiske omgivelser, da elektronerne omkring kernen delvis afskærmer for det, og der er forskellige elektrontætheder omkring de forskellige kerner. Det medfører at de vil optage lys med forskellige frekvenser. Da forskellen er lille relativt til lysfrekvensen og ændres med feltstyrken B, er det upraktisk at bruge abolutte værdier. I stedet bruges det kemiske skift {\displaystyle \delta ={\frac {\nu -\nu _{0}}{\nu _{0}}}}, hvor {\displaystyle \nu } er resonansfrekvensen for kernen, og {\displaystyle \nu _{0}} er resonansfrekvensen for en standardforbindelse. Da {\displaystyle \delta } varierer relativt forudsigeligt med de kemiske omgivelser kan NMR-spektret give informationer om hvilken kemisk forbindelse, der er tale om.

## NMR-aktive kerner
Bemærk at listen langt fra er udtømmende, idet alle grundstoffer har 1 eller flere NMR-aktive kerner.
| Kerne | Spin (I) | Naturlig forekomst/% | Resonansfrekvens v. 2,35 T/MHz | Referencestof          | Normalt {\displaystyle \delta }-område / ppm |
| ----- | -------- | -------------------- | ------------------------------ | ---------------------- | -------------------------------------------- |
| 1H    | 1/2      | 99,985               | 100,56                         | tetramethylsilan (TMS) | 0-15                                         |
| ²H    | 1        | 0,0156               | 15,36                          | TMS                    | 0-15                                         |
| 13C   | 1/2      | 1,108                | 25,144                         | TMS                    | 0-220                                        |
| 15N   | 1/2      | 0,37                 | 10,133                         | nitromethan            |                                              |
| 19F   | 1/2      | 100                  | 94,077                         |                        |                                              |
| 29Si  | 1/2      | 4,70                 | 19,865                         | TMS                    |                                              |
| 31P   | 1/2      | 100                  | 40,481                         |                        |                                              |
| 77Se  | 1/2      | 7,58                 | 19,067                         |                        |                                              |
| 195Pt | 1/2      | 33,8                 | 21,499                         |                        |                                              |

## Kobling
Hvis der er NMR-aktive kerner i nærheden af den kerne, man måler på, vil dette ændre udseendet af signalet. Generelt vil signalet splitte op i 2*N*I+1 linjer, hvor N er antallet af kerner med spin I. For N>1 vil linjerne ikke være lige høje. Altså vil 13C-signalet i formaldehyd, H2CO, splitte op i 2*2*1/2+1=3 linjer, da der er 2 H'er med spin 1/2 i nærheden af C, og O ikke er NMR-aktiv. Hvis der er flere forskellige slags kerner skal resultatet fra hver slags ganges sammen, så diflouromethans 13C signal vil splitte op i (2*2*1/2+1)*(2*2*1/2+1)=9 linjer. Dog er der mulighed for at nogle linjer falder oven i hinanden, hvis flere slags kerner samtidig kobler til en kerne.

## Billeddiagnostik
Denne artikel koncentrer sig om NMR's anvendelse inden for kemi til fastlæggelse af kemiske forbindelsers struktur. NMR har også andre anvendelser, specielt medicinsk til billeddiagnostik. I forbindelse med billedoptagelse kaldes teknikken ofte MR-scanning.